# Suer Teles de Meneses
Suer Teles de Meneses (em castelhano: Suero Téllez de Meneses; m. 1227)  foi um nobre do Reino de Castela, Rico-homem e detentor do Senhorio de Cabezón de Valderaduey e de Ossa. Participou na Batalha das Navas de Tolosa ocorrida em 16 de Julho de 1212.

## Relações familiares
Foi filho de Telo Peres de Meneses (m. ca. 1200), 1.º Senhor de Meneses e de Gontrondo Garcia, filha de Garcia Peres, tenente em Cea. Casou em 1215 com Sancha Guterres de Castro, filha de Guterre Roiz de Castro e de Elvira Osório, de quem teve:
1. Guterre Suarez de Menezes, casou com D. Elvira Anes de Sousa filha de D. João Garcia de Sousa,  “o Pinto”, senhor de Alegrete e de Urraca Fernandes de Lumiares,
2. Fernando Soares de Meneses, clérigo em Palência.